# Elezioni comunali in Emilia-Romagna del 2017
Le elezioni comunali in Emilia-Romagna del 2017 si sono tenute l'11 giugno (con ballottaggio il 25 giugno).

## Città metropolitana di Bologna

### Budrio
| Candidati             | Candidati                                | Voti                 | %     | Liste                                    | Voti  | %     | Seggi |
| --------------------- | ---------------------------------------- | -------------------- | ----- | ---------------------------------------- | ----- | ----- | ----- |
|                       | Maurizio Mazzanti Accede al ballottaggio | 3.068                | 36,14 | Noi per Budrio                           | 2.388 | 30,29 | 9     |
| Occupiamoci di Budrio | Maurizio Mazzanti Accede al ballottaggio | 3.068                | 36,14 | 407                                      | 5,16  | 1     |       |
|                       | Giulio Pierini Accede al ballottaggio    | 3.790                | 44,64 | Partito Democratico                      | 2.907 | 36,87 | 4     |
| Budrio Insieme        | Giulio Pierini Accede al ballottaggio    | 3.790                | 44,64 | 407                                      | 5,16  | -     |       |
| Federazione dei Verdi | Giulio Pierini Accede al ballottaggio    | 3.790                | 44,64 | 182                                      | 2,31  | -     |       |
| Seggio di coalizione  | Seggio di coalizione                     | Seggio di coalizione | 44,64 | 1                                        |       |       |       |
|                       | Tiziano Quaglia                          | 1.250                | 14,72 | Fratelli d'Italia-Forza Italia-Lega Nord | 1.221 | 15,49 | 1     |
|                       | Mariarachele Via                         | 266                  | 3,13  | Sinistra per Budrio                      | 267   | 3,39  | -     |
|                       | Selene Ticchi                            | 116                  | 1,37  | Aurora Italiana                          | 105   | 1,33  | -     |
| Totale                | Totale                                   | 8.490                | 100   |                                          | 7.884 | 100   | 16    |

## Provincia di Ferrara

### Comacchio
| Candidati             | Candidati                | Voti                 | %     | Liste                                    | Voti  | %     | Seggi |
| --------------------- | ------------------------ | -------------------- | ----- | ---------------------------------------- | ----- | ----- | ----- |
|                       | Marco Fabbri ✔️ Sindaco  | 5.040                | 50,88 | Per Fare                                 | 4.101 | 45,06 | 10    |
| Persone e Territorio  | Marco Fabbri ✔️ Sindaco  | 5.040                | 50,88 | 364                                      | 4,00  | -     |       |
|                       | Maura Tomasi             | 2.382                | 24,05 | Lega Nord                                | 953   | 10,47 | 1     |
| M@ura.Com             | Maura Tomasi             | 2.382                | 24,05 | 407                                      | 5,79  | 1     |       |
| Forza Italia          | Maura Tomasi             | 2.382                | 24,05 | 486                                      | 5,34  | 1     |       |
| Seggio di coalizione  | Seggio di coalizione     | Seggio di coalizione | 24,05 | 1                                        |       |       |       |
|                       | Piero Fabiani            | 1.094                | 11,04 | Democratici per Comacchio                | 537   | 5,90  | -     |
| Piero Fabiani Sindaco | Piero Fabiani            | 1.094                | 11,04 | 389                                      | 4,27  | -     |       |
| Limpida               | Piero Fabiani            | 1.094                | 11,04 | 114                                      | 1,25  | -     |       |
| Seggio di coalizione  | Seggio di coalizione     | Seggio di coalizione | 11,04 | 1                                        |       |       |       |
|                       | Sandra Ballola Carli     | 621                  | 6,27  | Rifondazione Comunista-Sinistra Italiana | 337   | 3,70  | -     |
| La Città Futura       | Sandra Ballola Carli     | 621                  | 6,27  | 241                                      | 2,65  | -     |       |
| Seggio di coalizione  | Seggio di coalizione     | Seggio di coalizione | 6,27  | 1                                        |       |       |       |
|                       | Davide Michetti          | 275                  | 2,78  | L'Onda 3.0                               | 267   | 2,93  | -     |
|                       | Emilio Tomasi            | 261                  | 2,64  | Comacchio Lidi                           | 252   | 2,77  | -     |
|                       | Giuseppe Sigifredo Carli | 232                  | 2,34  | Forza Comacchio                          | 232   | 2,55  | -     |
| Totale                | Totale                   | 9.905                | 100   |                                          | 9.101 | 100   | 16    |

## Provincia di Modena

### Vignola
| Candidati            | Candidati                             | Voti                 | %     | Liste               | Voti  | %     | Seggi |
| -------------------- | ------------------------------------- | -------------------- | ----- | ------------------- | ----- | ----- | ----- |
|                      | Simone Pelloni Accede al ballottaggio | 3.255                | 34,06 | Lega Nord           | 1.631 | 17,94 | 6     |
| Vignola per Tutti    | Simone Pelloni Accede al ballottaggio | 3.255                | 34,06 | 901                 | 9,91  | 3     |       |
| Forza Italia         | Simone Pelloni Accede al ballottaggio | 3.255                | 34,06 | 521                 | 5,73  | 1     |       |
|                      | Paola Covili Accede al ballottaggio   | 3.021                | 31,61 | Partito Democratico | 2.345 | 25,80 | 3     |
| Siamo Vignola        | Paola Covili Accede al ballottaggio   | 3.021                | 31,61 | 536                 | 5,90  | -     |       |
| Seggio di coalizione | Seggio di coalizione                  | Seggio di coalizione | 31,61 | 1                   |       |       |       |
|                      | Mauro Smeraldi                        | 2.026                | 21,20 | Vignola Cambia      | 1.932 | 21,26 | 2     |
|                      | Fabio Rocchi                          | 708                  | 7,41  | Movimento 5 Stelle  | 696   | 7,66  | -     |
|                      | Francesco Rubbiani                    | 279                  | 2,92  | Città di Vignola    | 105   | 2,93  | -     |
|                      | Paolo Morselli                        | 268                  | 2,90  | Vignola a Colori    | 261   | 2,87  | -     |
| Totale               | Totale                                | 9.557                | 100   |                     | 9.089 | 100   | 16    |

## Provincia di Parma

### Parma
| Candidati                   | Candidati                                  | Voti                        | %     | Liste                                | Voti   | %     | Seggi |
| --------------------------- | ------------------------------------------ | --------------------------- | ----- | ------------------------------------ | ------ | ----- | ----- |
|                             | Federico Pizzarotti Accede al ballottaggio | 26.496                      | 34,78 | Effetto Parma                        | 23.946 | 34,58 | 20    |
|                             | Paolo Scarpa Accede al ballottaggio        | 24.934                      | 32,73 | Partito Democratico                  | 10.328 | 14,91 | 3     |
| Parma Protagonista          | Paolo Scarpa Accede al ballottaggio        | 24.934                      | 32,73 | 9.424                                | 13,61  | 3     |       |
| Parma Unita                 | Paolo Scarpa Accede al ballottaggio        | 24.934                      | 32,73 | 2.957                                | 4,27   | 1     |       |
| Seggio al candidato sindaco | Seggio al candidato sindaco                | Seggio al candidato sindaco | 32,73 | 1                                    |        |       |       |
|                             | Laura Cavandoli                            | 14.685                      | 19,28 | Lega Nord                            | 8.339  | 12,04 | 3     |
| Forza Italia                | Laura Cavandoli                            | 14.685                      | 19,28 | 1.867                                | 2,70   | -     |       |
| Fratelli d'Italia           | Laura Cavandoli                            | 14.685                      | 19,28 | 1.551                                | 2,24   | -     |       |
| Insieme per il Futuro       | Laura Cavandoli                            | 14.685                      | 19,28 | 1.191                                | 1,72   | -     |       |
| Seggio al candidato sindaco | Seggio al candidato sindaco                | Seggio al candidato sindaco | 19,28 | 1                                    |        |       |       |
|                             | Daniele Ghirarduzzi                        | 2.426                       | 3,18  | Movimento 5 Stelle                   | 2.406  | 3,47  | -     |
|                             | Luigi Alfieri                              | 1.961                       | 2,57  | Alfieri per Parma                    | 1.918  | 2,77  | -     |
|                             | Filippo Greci                              | 1.508                       | 1,98  | SìAmo Parma (DI - Fare! - Civiche)   | 1.485  | 2,14  | -     |
|                             | Ettore Manno                               | 1.505                       | 1,98  | Partito della Rifondazione Comunista | 833    | 1,20  | -     |
| Partito Comunista Italiano  | Ettore Manno                               | 1.505                       | 1,98  | 538                                  | 0,78   | -     |       |
|                             | Emanuele Bacchieri                         | 1.350                       | 1,77  | CasaPound                            | 1.246  | 1,80  | -     |
|                             | Laura Bergamini                            | 951                         | 1,25  | Partito Comunista                    | 863    | 1,25  | -     |
|                             | Pia Russo                                  | 362                         | 0,48  | La Nuova Voce di Parma               | 359    | 0,52  | -     |
| Totale                      | Totale                                     | 76.178                      | 100   |                                      | 69.251 | 100   | 32    |

Ballottaggio
| Candidati | Candidati                      | Voti   | %     |
| --------- | ------------------------------ | ------ | ----- |
|           | Federico Pizzarotti ✔️ Sindaco | 37.157 | 57,87 |
|           | Paolo Scarpa                   | 27.047 | 42,13 |
| Totale    | Totale                         | 64.204 |       |

## Provincia di Piacenza

### Piacenza
| Candidati                      | Candidati                                | Voti                        | %     | Liste                    | Voti   | %     | Seggi |
| ------------------------------ | ---------------------------------------- | --------------------------- | ----- | ------------------------ | ------ | ----- | ----- |
|                                | Patrizia Barbieri Accede al ballottaggio | 14.625                      | 34,78 | Lega Nord                | 5.046  | 12,91 | 8     |
| Forza Italia                   | Patrizia Barbieri Accede al ballottaggio | 14.625                      | 34,78 | 3.300                    | 8,44   | 5     |       |
| Fratelli d'Italia              | Patrizia Barbieri Accede al ballottaggio | 14.625                      | 34,78 | 2.823                    | 7,22   | 5     |       |
| Prima Piacenza                 | Patrizia Barbieri Accede al ballottaggio | 14.625                      | 34,78 | 1.622                    | 4,15   | 2     |       |
| Partito Pensionati             | Patrizia Barbieri Accede al ballottaggio | 14.625                      | 34,78 | 487                      | 1,25   | -     |       |
|                                | Paolo Rizzi Accede al ballottaggio       | 11.856                      | 28,20 | Partito Democratico      | 7.232  | 18,50 | 4     |
| Piacenza Più                   | Paolo Rizzi Accede al ballottaggio       | 11.856                      | 28,20 | 2.672                    | 6,84   | 1     |       |
| Piacenza al Futuro             | Paolo Rizzi Accede al ballottaggio       | 11.856                      | 28,20 | 1.652                    | 4,23   | -     |       |
| Seggio al candidato sindaco    | Seggio al candidato sindaco              | Seggio al candidato sindaco | 28,20 | 1                        |        |       |       |
|                                | Massimo Trespidi                         | 5.766                       | 13,71 | Massimo Trespidi Sindaco | 4.162  | 10,65 | 2     |
| I Giovani per Massimo Trespidi | Massimo Trespidi                         | 5.766                       | 13,71 | 1.086                    | 2,78   | -     |       |
| Seggio al candidato sindaco    | Seggio al candidato sindaco              | Seggio al candidato sindaco | 13,71 | 1                        |        |       |       |
|                                | Andrea Pugni                             | 3.835                       | 9,12  | Movimento 5 Stelle       | 3.590  | 9,18  | 2     |
|                                | Luigi Rabuffi                            | 2.508                       | 5,96  | Piacenza in Comune       | 2.264  | 5,79  | 1     |
|                                | Stefano Torre                            | 1.801                       | 4,28  | Torre Sindaco            | 1.542  | 3,94  | -     |
|                                | Sandra Ponzini                           | 1.657                       | 3,94  | Passione Civica          | 1.612  | 4,12  | -     |
| Totale                         | Totale                                   | 42.048                      | 100   |                          | 39.090 | 100   | 32    |

Ballottaggio
| Candidati | Candidati                    | Voti   | %     |
| --------- | ---------------------------- | ------ | ----- |
|           | Patrizia Barbieri ✔️ Sindaco | 20.500 | 58,54 |
|           | Paolo Rizzi                  | 14.519 | 41,46 |
| Totale    | Totale                       | 35.019 |       |

## Provincia di Rimini

### Riccione
| Candidati                              | Candidati                              | Voti                 | %     | Liste                 | Voti   | %     | Seggi |
| -------------------------------------- | -------------------------------------- | -------------------- | ----- | --------------------- | ------ | ----- | ----- |
|                                        | Renata Tosi Accede al ballottaggio     | 6.236                | 36,07 | Lista Renata Tosi     | 2.194  | 13,30 | 7     |
| Noi Riccionesi                         | Renata Tosi Accede al ballottaggio     | 6.236                | 36,07 | 1.443                 | 8,75   | 4     |       |
| Lega Nord                              | Renata Tosi Accede al ballottaggio     | 6.236                | 36,07 | 923                   | 5,60   | 2     |       |
| Forza Italia                           | Renata Tosi Accede al ballottaggio     | 6.236                | 36,07 | 744                   | 4,51   | 2     |       |
| Il Popolo della Famiglia               | Renata Tosi Accede al ballottaggio     | 6.236                | 36,07 | 273                   | 1,66   | -     |       |
| Fratelli d'Italia - Alleanza Nazionale | Renata Tosi Accede al ballottaggio     | 6.236                | 36,07 | 252                   | 1,53   | -     |       |
|                                        | Sabrina Vescovi Accede al ballottaggio | 5.917                | 34,23 | Partito Democratico   | 4.475  | 27,13 | 4     |
| Immagina Riccione                      | Sabrina Vescovi Accede al ballottaggio | 5.917                | 34,23 | 763                   | 4,63   | -     |       |
| Siamo Riccione                         | Sabrina Vescovi Accede al ballottaggio | 5.917                | 34,23 | 489                   | 2,96   | -     |       |
| Seggio di coalizione                   | Seggio di coalizione                   | Seggio di coalizione | 34,23 | 1                     |        |       |       |
|                                        | Carlo Conti                            | 2.603                | 15,06 | Patto Civico          | 2.117  | 12,84 | 1     |
| Riccione Viva                          | Carlo Conti                            | 2.603                | 15,06 | 364                   | 2,21   | –     |       |
| Seggio di coalizione                   | Seggio di coalizione                   | Seggio di coalizione | 15,06 | 1                     |        |       |       |
|                                        | Andrea Delbianco                       | 2.360                | 13,65 | Movimento 5 Stelle    | 2.293  | 13,90 | 2     |
|                                        | Morena Ripa                            | 171                  | 0,99  | Fare! con Flavio Tosi | 163    | 0,99  | –     |
| Totale                                 | Totale                                 | 17.287               | 100   |                       | 16.493 | 100   | 24    |